# Meiogyne monosperma
Meiogyne monosperma är en kirimojaväxtart som först beskrevs av Joseph Dalton Hooker och Thomas Thomson och som fick sitt nu gällande namn av E.C.H.van Heusden.
Meiogyne monosperma ingår i släktet Meiogyne och familjen kirimojaväxter. Inga underarter finns listade i Catalogue of Life.